# Pulau Padamarang
Pulau Padamarang är en ö i Indonesien.   Den ligger i provinsen Sulawesi Tenggara, i den centrala delen av landet, 1 600 km öster om huvudstaden Jakarta. Arean är 32 kvadratkilometer.
Terrängen på Pulau Padamarang är kuperad. Öns högsta punkt är 655 meter över havet. Den sträcker sig 9,4 kilometer i nord-sydlig riktning, och 9,6 kilometer i öst-västlig riktning.